# ファビオ・デパーオリ
ファビオ・デパーオリ（Fabio Depaoli, 1997年4月24日 - ）は、イタリア・リーヴァ・デル・ガルダ出身のサッカー選手。エラス・ヴェローナFC所属。ポジションはディフェンダー、ミッドフィールダー。姓はデパオリ、デパオーリとも表記される。

## 経歴

### クラブ
ACキエーヴォ・ヴェローナのユースチームで育ち、2016年11月29日に行われたコッパ・イタリア4回戦のノヴァーラ・カルチョ戦でキエーヴォでのトップチーム初出場を果たした。2017年3月12日に行われたセリエA第28節のエンポリFC戦では、試合終盤からペルパリム・ヘテマイに代わってピッチに入りセリエAの試合に初出場した。プロデビュー後もキエーヴォには3シーズン在籍し、セリエAでは計58試合に出場した。
2019年6月22日、UCサンプドリアへ2024年6月30日までの5年契約で移籍した。
2020年10月2日、アタランタBCに買い取りオプション付きのレンタルで移籍した。
2021年1月26日、アタランタとのレンタル契約が解消され、新たにベネヴェント・カルチョに買い取りオプション付きのレンタルで加入した。
2022年1月3日、エラス・ヴェローナFCに買い取りオプション付きのシーズン終了までのレンタル移籍が発表された。

### 代表
2017年10月5日、ブダペストで行われたハンガリーとの親善試合で先発に名を連ねU-21イタリア代表のデビューをすると、前半31分に初得点も記録し、6-2の勝利に貢献した。